# HD 145802
HD 145802，又名BD+33 2696，SAO 65129、HR 6043，是一颗恒星，视星等为6.29，位于銀經53.83，銀緯46.72，其B1900.0坐标为赤經16h 7m 50.5s，赤緯+33° 46.72′ 0″。